# Tusi de Baili
Pour les articles homonymes, voir Tusi.
le tusi de Baili (chinois : 白利土司 ; pinyin : báilì tǔsī) ou tusi de Béri (tibétain : བེ་རི་རྒྱལ་པོ, Wylie : be ri rgyal po, THL : béri gyalpo) est une région organisée en tusi (chefferie dirigée par une personne de la minorité locale) du Nord de l'ancienne région tibétaine du Kham, sur l'actuelle préfecture autonome tibétaine de Garzê, dans la province du Sichuan. parmi les sept tusi de Hor (霍尔七土司) sous la dynastie Qing.
Donyo Dorje eu le rôle de tusi.
Les vestiges de la demeure du tusi de Baili à Garzê (白利土司官寨遗址), est sur la 4e liste des sites historiques et culturels majeurs protégés de la préfecture de Garzê et considéré comme l'un des 100 plus beaux points touristiques de la province du Sichuan, dans laquelle 20 sites sont situées dans cette préfecture,.